# Cosmorhoe caeruleotaenia
Cosmorhoe caeruleotaenia là một loài bướm đêm trong họ Geometridae.